# Maxomys rajah

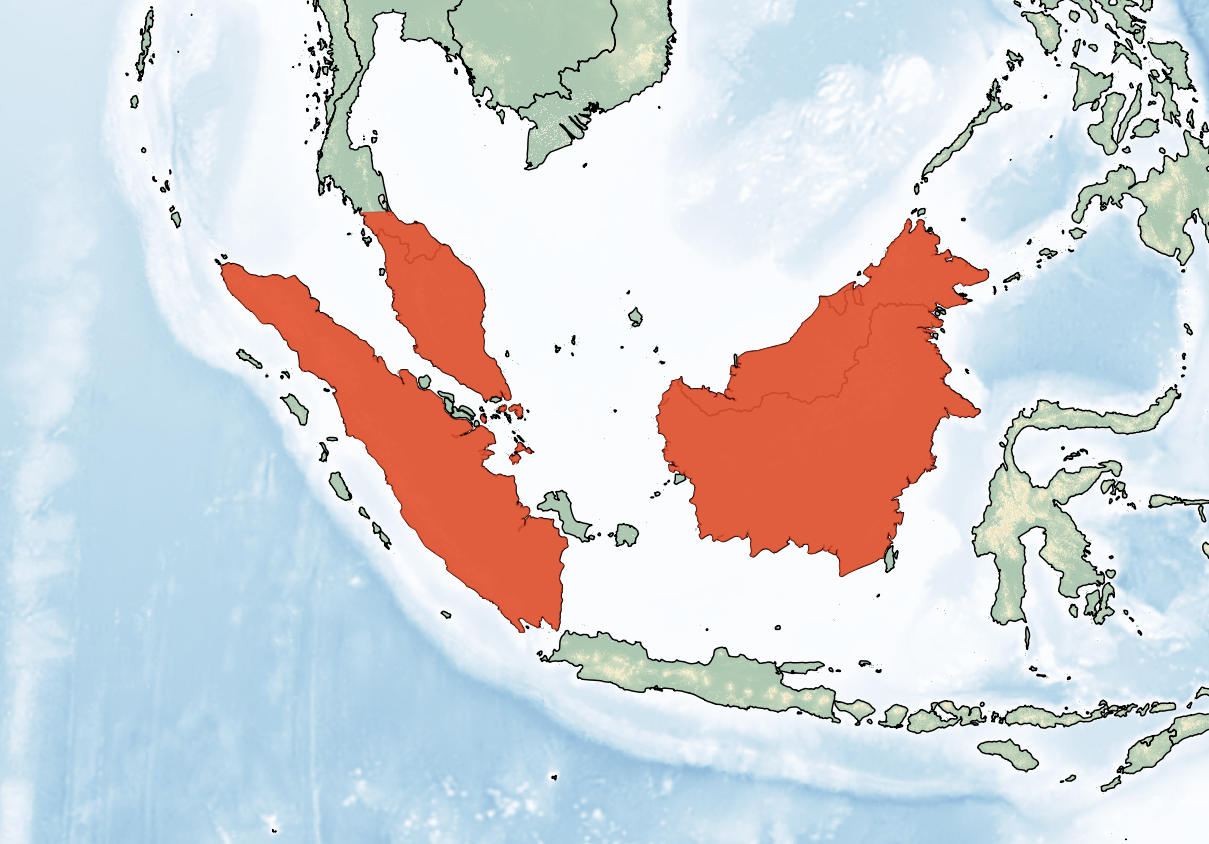
Levnadsområde

Maxomys rajah är en däggdjursart som först beskrevs av Thomas 1894.  Maxomys rajah ingår i släktet taggråttor och familjen råttdjur. IUCN kategoriserar arten globalt som sårbar. Inga underarter finns listade i Catalogue of Life.
Denna gnagare förekommer på södra Malackahalvön, Borneo, Sumatra och på flera mindre öar i regionen. Arten lever i låglandet och i bergstrakter upp till 1100 meter över havet. Den vistas i olika slags skogar. I sällsynta fall vandrar den genom oljepalmodlingar för att nå andra skogsområden.